# Хассунех Аль-Шейх
Хассунех Аль-Шейх (араб. حسونة يوسف قاسم الشيخ, нар. 26 січня 1977, Амман) — йорданський футболіст, що грав на позиції півзахисника, зокрема за «Аль-Файсалі» (Амман) та національну збірну Йорданії.

## Клубна кар'єра
У дорослому футболі дебютував 1999 року виступами за команду «Аль-Файсалі» (Амман). Відіграв за цю команду більшу частину своєї кар'єри гравця, що тривала до 2015 року. У її складі сім разів вигравав чемпіонат Йорданії та вісім разів — Кубок країни, а 2006 року став володарем Кубка АФК.
Крім рідного клубу встиг пограти у Бахрейні за «Аль-Ріффу» та «Бусайтен», а також за еміратський «Дубай» та сирійський «Аль-Джаїш» (Дамаск).

## Виступи за збірну
1997 року дебютував в офіційних матчах у складі національної збірної Йорданії.
У складі збірної був учасником кубка Азії з футболу 2004 року у Китаї.
Загалом протягом кар'єри в національній команді, яка тривала 14 років, провів у її формі 104 матчі, забивши 10 голів.

## Титули і досягнення
- Чемпіон Йорданії (7):

«Аль-Файсалі» (Амман): 1999, 2000, 2001, 2002—2003, 2003—2004, 2009—2010, 2011—2012
- Володар Кубка Йорданії (8):

«Аль-Файсалі» (Амман): 1999, 2001, 2002—2003, 2003—2004, 2004—2005, 2007—2008, 2011—2012, 2014—2015
- Володар Суперкубка Йорданії (5):

«Аль-Файсалі» (Амман): 2001—2002, 2003—2004, 2005—2006, 2011—2012, 2014—2015
- Володар Кубка АФК (1):

«Аль-Файсалі» (Амман): 2005—2006